# Standard Motor Vehicle Company (Kalifornien)
Standard Motor Vehicle Company war ein US-amerikanischer Hersteller von Kraftfahrzeugen aus Kalifornien.

## Unternehmensgeschichte
Henry C. Barrow, A. E. Brooke-Ridley, Henry A. Brown, Solomon D. Rogers und Wilson H. Sigourney gründeten Anfang 1901 das Unternehmen. Der Sitz war in Oakland. Brown war Konstrukteur und hatte den Posten eines Superintendenten. Bereits im Februar 1901 berichtete die Berkeley Gazette über das Unternehmen. Im gleichen Jahr begann die Produktion von Automobilen. Der Markenname lautete Standard. 1902 endete die Produktion.

## Fahrzeuge
Viele der Fahrzeuge waren Umbauten von Kutschen in Motorfahrzeuge. Zu der Zeit der Jahrhundertwende war das nicht unüblich. Für diesen Zweck standen verschiedene Motoren zur Wahl. Ein besonders kleiner Motor wog 41 kg und ein besonders schwerer Motor 680 kg. Überliefert sind Personenkraftwagen und Nutzfahrzeuge.

## Übersicht über Pkw-Marken aus den USA, die mitStandardbeginnen
| Marke       | Hersteller                                   | Vermarktungsbeginn | Vermarktungsende | Ort, Bundesstaat           |
| ----------- | -------------------------------------------- | ------------------ | ---------------- | -------------------------- |
| Standard    | Boston Automobile Company                    | 1900               | 1900             | Bar Harbor, Maine          |
| Standard    | Standard Motor Vehicle Company (New Jersey)  | 1900               | 1901             | Camden, New Jersey         |
| Standard    | Standard Motor Vehicle Company (Kalifornien) | 1901               | 1902             | Oakland, Kalifornien       |
| Standard    | Standard Motor Construction Company          | 1904               | 1905             | Jersey City, New Jersey    |
| Standard    | St. Louis Car Company                        | 1910               | 1911             | St. Louis, Missouri        |
| Standard    | Standard Car Manufacturing Company           | 1911               | 1915             | Jackson, Michigan          |
| Standard    | Standard Engineering Company                 | 1914               | 1914             | Chicago, Illinois          |
| Standard    | Standard Steel Car Company                   | 1914               | 1923             | Butler, Pennsylvania       |
| Standard GE | Standard Gas Electric Power Company          | 1909               | 1910             | Philadelphia, Pennsylvania |